# ブラザーサンタ
『ブラザーサンタ』（原題：Fred Claus）は、2007年公開のアメリカ映画。

## ストーリー
フレッドは現代のアメリカで暮らし、詐欺まがいの資金調達を行い留置所に入れられる始末。しかし彼は実はサンタクロースの兄であった。保釈金を「北極でサンタクロースの手伝いをする」と言う条件で弟に払ってもらったフレッドは何年かぶりに北極へ。しかし、そこでは更なる波乱が待ち構えていた。

## キャスト
※括弧内は日本語吹替
- フレッド・クロース - ヴィンス・ヴォーン（志村知幸）： クロース家の長男。
- ニコラス・クロース - ポール・ジアマッティ（高木渉）
- アネット・クロース - ミランダ・リチャードソン： ニコラスの妻。
- ウィリー - ジョン・マイケル・ヒギンズ（後藤哲夫）： エルフ。
- シャーリーン - エリザベス・バンクス： ニコラスの秘書。
- ワンダ - レイチェル・ワイズ（岡寛恵）： フレッドの恋人。
- ママ・クロース - キャシー・ベイツ（片岡富枝）： フレッドとニコラスの母。
- クライド - ケヴィン・スペイシー（石塚運昇）

## スタッフ
- 共同制作者：ヴィンス・ヴォーン
- 監督/製作：デヴィッド・ドブキン
- 製作：ジョエル・シルバー
- 製作/原案：ジェシー・ネルソン
- 製作総指揮：ポール・ヒッチコック
- 脚本/原案：ダン・フォーゲルマン
- 撮影：レミ・アデファラシン
- 美術：アラン・キャメロン
- 編集：マーク・リボルシー
- 音楽：クリストフ・ベック
- 衣装：アンナ・B・シェパード

## トリビア
- シルヴェスター・スタローンの弟であるフランク・スタローン、ビル・クリントンの弟であるロジャー・クリントン、アレック・ボールドウィンの弟であるスティーヴン・ボールドウィンがそれぞれ、｢偉大な兄を持つ弟」として本人役で出演している。